# Neomicroxus latebricola
Neomicroxus latebricola és una espècie de mamífer rosegador de la família dels cricètids. És endèmic de l'Equador, on viu a altituds d'entre 2.400 i 3.840 msnm. Els seus hàbitats naturals són els ecotons de páramo i bosc, les selves subalpines i els prats. Està amenaçat per la fragmentació i destrucció del seu medi. El seu nom específic, latebricola, significa ‘habitant de caus’ en llatí.